# F5 (фильм)
«F5» — короткометражный фильм режиссёра Тимофея Жалнина. Слоган картины: «Мы приехали победить».
Премьера состоялась 12 сентября 2012 года.

## Сюжет
Катя и Галя — студентки Челябинского института культуры и участницы театра танца «F5» — торопятся на поезд. Приятель Дэн организовал для них приглашение в столицу на международный хореографический фестиваль, и подруги намерены использовать этот шанс.
Фестивальный показ состоит из двух туров. Вначале девушки выходят на сцену с композицией о Пигмалионе и Галатее. Это очень сложный по замыслу и стилистике танец, и зал принимает его прохладно.
Во время перерыва студентки сталкиваются с незнакомым мужчиной, который, узнав их, произносит: «Великолепно!» Расстроенные неудачным, как им кажется, выступлением, подруги не замечают, что на груди у незнакомца — бейдж с надписью «Председатель жюри».
В антракте Катя настаивает на изменении концепции шоу. Галя протестует, такой подход кажется ей изменой творческим принципам. Однако Катя уверяет, что они это сделают только один раз — ради победы. Галя сдаётся. Девушки отказываются от продолжения «Пигмалиона» и после перерыва предлагают зрителям ритмичный клубный танец «Блеф». Зал в восторге.
В конце фильма появляется надпись: «Театр „F5“ был отмечен дипломом „За неожиданный поворот“».

## История создания
«F5» — дипломная работа Тимофея Жалнина. По словам режиссёра, перед окончанием Петербургского университета кино и телевидения он постоянно думал о том, что в «открытом море профессии» его ждёт много трудностей. Эти размышления нашли отражение в сценарии.
Поиски исполнительниц на главные роли среди профессиональных актрис успехом не увенчались, и Жалнин пригласил в картину выпускниц Вагановского училища Дарью Барабанову и Ирину Толчильщикову.
Точно так же не удалось найти площадку, на которой находились бы одновременно и сцена, и лестницы, и театральные переходы-лабиринты. Поэтому съёмки проходили на киностудии, в консерватории, в университете — благодаря их интерьерам Жалнову удалось при монтаже «собрать идеальный театр».

Хотелось добиться эффекта взгляда на танец изнутри. Чтобы не возникло ощущение фильма-балета на середнячках и общих планах. Необходимо было уйти как можно дальше от эстетики классического мюзикла. Поэтому у нас на экране танцует всё: кисть руки, элементы декораций, лицо актёра и, конечно, сама камера. — режиссёр Тимофей Жалнин
В фильме использована музыка Генри Пёрселла, ария "Гений Холода" из оперы "Король Артур".

## Рецензии и отклики
На «Кинотавре» во время вручения премий режиссёр Борис Хлебников подчеркнул, что «F5» — это «не просто ученический этюд, но цельное произведение, история, рассказанная человеком, у которого есть собственное представление о мире».
Киновед Зара Абдуллаева («Искусство кино») отметила не только профпригодность автора, но и высокое владение ритмом, свойственное Жалнину
.
Для рецензента Дарьи Борисовой («Независимая газета») конфликт в тандеме «F5» — и вечный, и современный: «один готов поступиться моральными нормами ради успеха, а другой избирает путь тернистый, но такой, что совесть спокойна».
Кинокритик Лилия Немченко («Искусство кино») обратила внимание на «контраст устойчивого, осенённого традициями пространства парадного дворца и суетного времени закулисья», где происходит «история добровольного шага к подмене».
Иван Чувиляев («Искусство кино») увидел в истории девушек, приехавших покорять большой город, «свежий взгляд, который очень дорогого стоит»
.

Не исключено, что для автора, чья творческая жизнь только начинается, это личное переживание: быть ли ему художником или поставщиком сериального «мыла». Не припомню, когда в кино нового поколения проблема выбора самого себя ставилась так старомодно остро, зато с каким фирменным драйвом. — Елена Стишова ("Искусство кино")

## Съёмочная группа
- Режиссёр — Тимофей Жалнин
- Сценарист — Тимофей Жалнин
- Оператор — Анна Рожецкая
- Художник — Наталья Демьяненко
- Музыка — Антон Танонов
- Продюсеры — Евгения Брагинец, Дмитрий Жидков

## В ролях
| Исполнитель         | Роль              |
| ------------------- | ----------------- |
| Дарья Барабанова    | Катя              |
| Ирина Толчильщикова | Галя              |
| Владимир Карпов     | Денис             |
| Михаил Гурай        | журналист         |
| Майкл Хадсон        | хореограф         |
| Андрей Валенцов     | оператор          |
| Герман Исмагилов    | оператор          |
| Оливер Сиу          | председатель жюри |

## Награды и фестивали
- 2012 — Международный фестиваль-практикум киношкол «Кинопроба» (Екатеринбург) — Гран-при[8]
- 2012 — Фестиваль авторского короткометражного кино «АРТкино»[9] (Москва)
  - победитель в номинации «Лучший короткометражный фильм по мнению профессионального сообщества»
  - победитель в номинации «Лучший короткометражный фильм по мнению зрителей»
- 2012 — 34-й Московский международный кинофестиваль
- 2012 — Международный кинофестиваль «Послание к человеку» (Санкт-Петербург)
- 2012 — 7-й Международный молодёжный кинофестиваль «Это — Я» (Ереван) — премия за лучшую операторскую работу имени Альберта Явуряна[10].
- 2012 — Открытый Санкт-Петербургский фестиваль фильмов студентов киношкол «Начало»[11]
  - приз в номинации «Лучшая режиссура» (Тимофей Жалнин)
  - приз в номинации «Лучший художник» (Наталья Демьяненко)
  - приз в номинации «Лучшая женская роль» (Дарья Барабанова, Ирина Точильщикова)
  - диплом от Державного фонда поддержки культуры
  - диплом от Школы кино и фотографии
- 2012 — 42-й Международный студенческий кинофестиваль в Потсдаме — главный приз программы короткометражных фильмов[12]
- 2012 — Каннский кинофестиваль — участие в программе «Уголок короткого метра»[13][14]
- 2013 — Rencontre avec le cinéma contemporain russe à Mons (Бельгия)
- 2013 — 12-й фестиваль отечественного кино «Московская премьера» — приз за лучший короткометражный фильм в конкурсе зрительских симпатий[15]
- 2013 — Международный Фестиваль короткометражного кино и анимации OPEN CINEMA (Санкт Петербург) — Гран-при[16]
- 2013 — Открытый фестиваль студенческих и дебютных фильмов «Святая Анна»
  - победа в номинации «Лучший игровой фильм»[17]
  - победа в номинации «Лучший оператор» (Анна Рожецкая)
  - премия председателя Попечительского совета Никиты Михалкова
  - диплом «За лучший актёрский ансамбль»[18]
- 2013 — Международный кинофестиваль имени А. Тарковского «Зеркало»[19] (Иваново)
- 2013 — Фестиваль Фестивалей (Санкт-Петербург)[20]
- 2013 — Фестиваль «Кинотавр» — приз конкурса «Кинотавр. Короткий метр»[21]